# Краснознаменское сельское поселение (Крым)
Краснознаменское се́льское поселе́ние (укр. Краснознам'янське сільське поселення, крымскотат. Краснознаменка кой юрту, Krasnoznamenka köy yurtu) — муниципальное образование в Красногвардейском районе Республики Крым России, в степной зоне полуострова, у границы с Сакским районом.
Административный центр — село Краснознаменка.

## История
В советское время, в 1963 году, был образован Краснознаменский сельский совет.
Сельское поселение образовано в соответствии с законом Республики Крым от 5 июня 2014 года.

## Население
| 2001  | 2014  | 2015  | 2016  | 2017  | 2018  | 2019  |
| ----- | ----- | ----- | ----- | ----- | ----- | ----- |
| 2992  | ↘2520 | ↗2526 | ↗2577 | ↘2563 | ↘2553 | ↘2532 |
| 2020  | 2021  |       |       |       |       |       |
| ↘2529 | ↗2537 |       |       |       |       |       |

## Состав сельского поселения
| № | Населённый пункт | Тип населённого пункта       | Население |
| - | ---------------- | ---------------------------- | --------- |
| 1 | Краснознаменка   | село, административный центр | ↘1201     |
| 2 | Радужное         | село                         | ↘2        |
| 3 | Рогово           | село                         | ↘230      |
| 4 | Симоненко        | село                         | ↘126      |
| 5 | Тимошенко        | село                         | ↘589      |
| 6 | Трактовое        | село                         | ↘372      |